# Tepehuan du Nord
Le tepehuan du Nord (ódami en tepehuan du Nord) est une langue uto-aztèque du Sud parlée au Mexique, dans l'État de Chihuahua par les indiens tepehuanes, le long de la Sierra Madre occidentale par environ 8 000 personnes.
Le tepehuan du Nord est différent du tepehuan du Sud-Est et du tepehuan du Sud-Ouest, bien qu'ils appartiennent tous trois à la branche des langues pimiques.

## Écriture
Le tepehuan du nord est écrit avec plusieurs orthographes utilisant l’alphabet latin.
| a  | b | bh | ch | d | dh | e | ë  | g | i  | ï | j | k | l |
| lh | m | n  | ñ  | o | p  | r | rh | s | th | u | x | y | ’ |

## Phonologie

### Voyelles
|         | Antérieure    | Centrale      | Postérieure   |
| ------- | ------------- | ------------- | ------------- |
| Fermée  | i [i] iː [iː] | ɨ [ɨ] ɨː [ɨː] | u [u] uː [uː] |
| Moyenne |               | ʌ [ʌ] ʌː [ʌː] | o [o] oː [oː] |
| Ouverte |               | a [a] aː [aː] |               |

### Consonnes

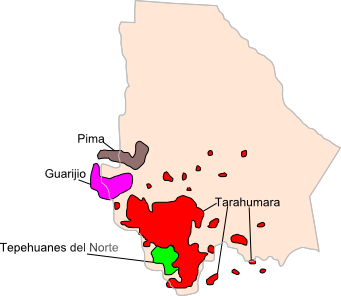
Le tepehuan du Nord dans l'État de Chihuahua, en vert sur la carte

|               |               | Bilabiale | Dentale | Latérale | Palatale | Vélaire  | Glottale |
| ------------- | ------------- | --------- | ------- | -------- | -------- | -------- | -------- |
| Occlusives    | Sourdes       | p [p]     | t [t]   |          | T [c]    | c/qu [k] | ' [ʔ]    |
| Occlusives    | Sonores       | b [b]     | d [d]   |          | D [ɟ]    | g [g]    |          |
| Fricatives    | Fricatives    | v [v]     | s [s]   |          | š [ʃ]    | j [x]    |          |
| Affriquées    | Affriquées    |           |         |          | ch [tʃ]  |          |          |
| Nasales       | Nasales       | m [m]     | n [n]   |          | ñ [ɲ]    | ng [ŋ]   |          |
| Liquides      | Liquides      |           | r [r]   | l [l]    |          |          |          |
| Semi-voyelles | Semi-voyelles |           |         |          | y [j]    |          |          |